# Walter Salles
Walter Moreira Salles, Jr. (* 12. dubna 1956 Rio de Janeiro) je brazilský filmový režisér, scenárista a producent.
Je synem bankéře a ministra financí Waltera Moreiry Sallese. Má tři bratry, mladší João Moreira Salles je také filmař. Studoval ekonomii na Papežské katolické univerzitě v Rio de Janeiro a filmovou tvorbu na Univerzitě Jižní Kalifornie. Jeho nejúspěšnějším filmem je sociální tragikomedie Hlavní nádraží (1998) s Fernandou Montenegrovou v hlavní roli, která získala Zlatý glóbus za nejlepší cizojazyčný film a byla nominována na Oscara za nejlepší cizojazyčný film. Natočil také adaptaci Che Guevarovy autobiografické prózy Motocyklové deníky (2004). V roce 2012 režíroval film Na cestě podle kultovního beatnického románu Jacka Kerouaca, autorem scénáře byl José Rivera a producentem Francis Ford Coppola, Deana Moriartyho hrál Garrett Hedlund.
Podílel se také na povídkových filmech Paříži, miluji tě (2006) a Příběhy o lidských právech (2008), byl porotcem filmového festivalu v Cannes 2002. Jeho koníčkem jsou motoristické závody.

## Filmografie
- 1991 Umění zabíjet
- 1996 Terra Estrangeira
- 1998 Hlavní nádraží
- 1998 Půlnoc
- 2001 V žáru slunce
- 2002 Castanha e Caju Contra o Encouraçado Titanic
- 2004 Motocyklové deníky
- 2005 Temné vody
- 2007 Chacun son cinéma
- 2008 Linha de Passe
- 2012 Na cestě